# Loba (Unternehmen)

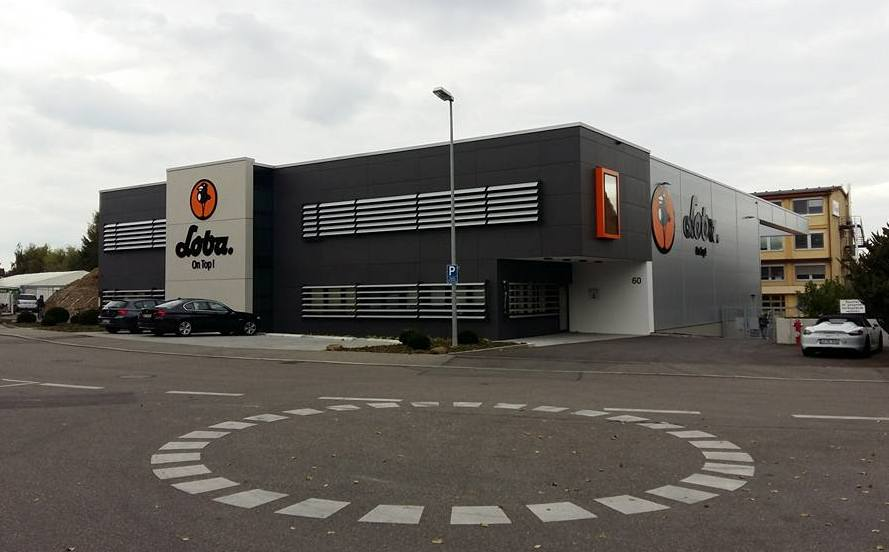
Unternehmenssitz in Ditzingen. Neubau von 2015

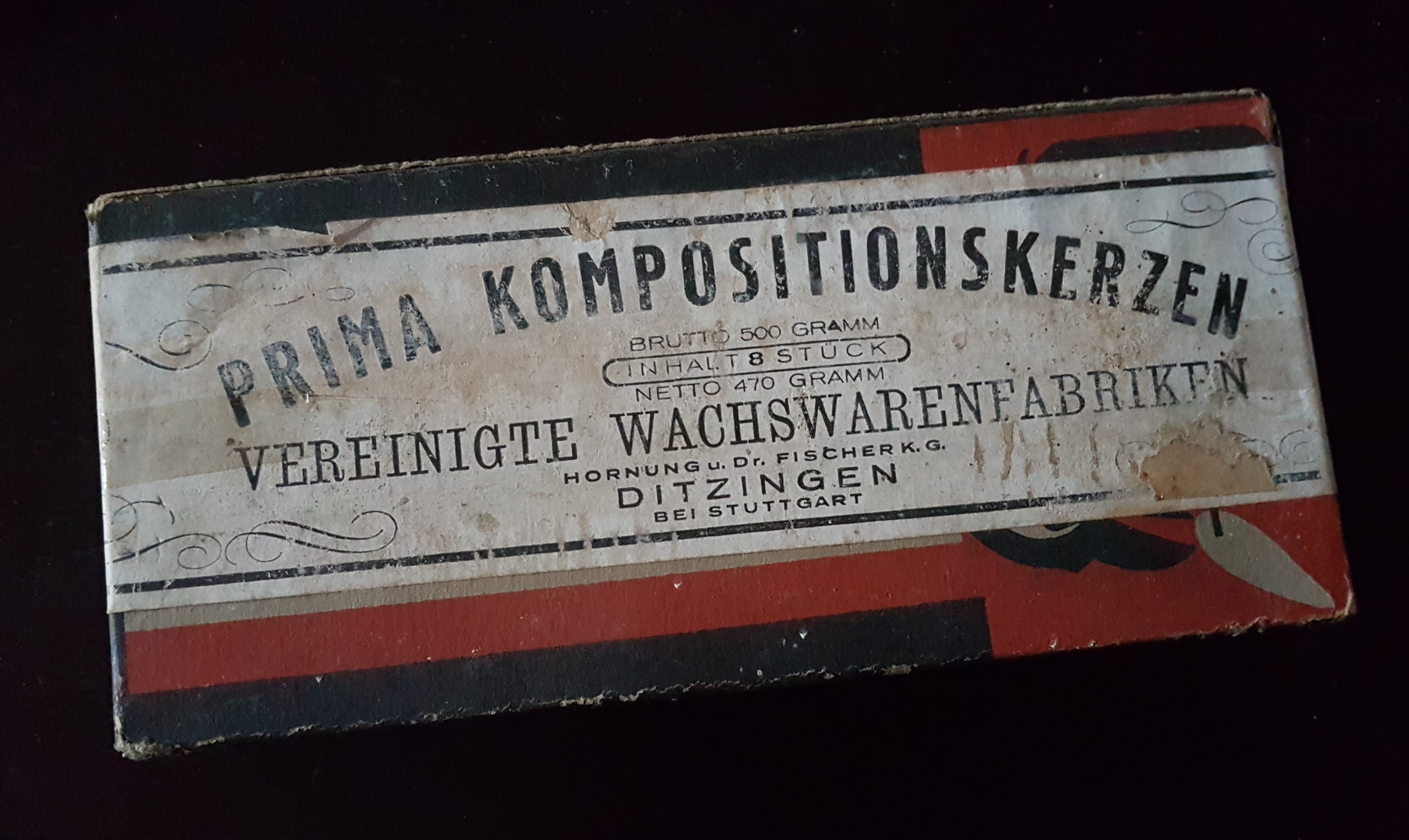
"Kompositionskerzen" der Vereinigten Wachswarenfabrik Hornung und Dr. Fischer KG

Die LOBA GmbH & Co. KG ist ein mittelständisches Familienunternehmen der chemischen Industrie mit Sitz in Ditzingen. Das Unternehmen war der weltweit erste Hersteller von Skiwachsen und ein Pionier im Bereich der Wärmedämmverbundsysteme.

## Geschichte
Die Vereinigte Wachswarenfabriken AG Hornung und Dr. Fischer (VEWA) wurde 1922 durch Wilhelm Hornung und Max Fischer gegründet und am 30. Juni 1922 in das Handelsregister eingetragen. Sie übernahmen in Ditzingen eine ältere Produktionsstätte für Wachswaren, die 1917 durch den Chemiker Rudolf Ungerer gegründet worden und 1921 in den Besitz der Handels- und Gewerbebank Heilbronn übergegangen war. Fischer, ein passionierter Skispringer, erfand das Skiwachs und brachte es unter der Bezeichnung "Holmenkol-Mix" auf den Markt. Daneben produzierte das Unternehmen zunächst vor allem Fußbodenbeizen (darunter die erste wasserbeständige Beize für Holzfußböden) und Fußbodenreiniger sowie Schuhcreme, Lederfett und Haushaltskerzen. Um 1930 waren die Vereinigten Wachswarenfabriken bereits der größte Gewerbesteuerzahler der Gemeinde Ditzingen. 1937 wurde die bisherige Aktiengesellschaft in eine Kommanditgesellschaft umgewandelt. Während des Zweiten Weltkriegs ging die Produktion stark zurück. Nach Kriegsende ruhte sie für drei Monate ganz. Im Oktober 1945 wurde das Unternehmen durch die Militärregierung übernommen und bis Ende 1946 treuhänderisch verwaltet.
Nach Erweiterung der Produktpalette um Baufarben, Speziallacke für Sportgeräte und Fußbodenversiegelungslacke (1952) wurde das Unternehmen in drei Geschäftsbereiche untergliedert. Die Herstellung von Kerzen und Schuhcreme lief dagegen 1952/53 aus. 1959 kam unter der Marke "Dryvit" bei Loba das weltweit erste Wärmedämmverbundsystem auf den Markt. Die Ölkrise bescherte diesem Geschäftsfeld Anfang der 1970er Jahre steigende Umsatzzahlen. Der Erwerb eines Grundstücks in Freiberg am Neckar (1964) ermöglichte die Auslagerung der Sparte Fassadenfarben und -putze (Produktion und Vertrieb) in ein neues Zweigwerk (Werk II). Nach dem Eintritt des Chemikers Kurt Weinmann erfolgte die Umfirmierung in Loba-Holmenkol-Chemie Dr. Fischer und Dr. Weinmann KG.
Ab Anfang der 1990er Jahre konzentrierte sich Loba auf die Werterhaltung von Parkett-, Holz- und Korkfußböden. Der Geschäftsbereich Fassadenschutz wurde 1993 in die Loba Bautenschutz GmbH & CO KG in Freiberg am Neckar ausgegliedert und 1996 an den Baustoffhersteller Lafarge verkauft. 1998 gründete Loba eine Tochtergesellschaft in Polen (Loba-Wakol Polska Sp.z o.o.), 2007 in den USA (Loba-Wakol LLC, Sitz in Pineville, NC). Ebenfalls 2007 eröffnete das Unternehmen eine Repräsentanz in Dubai, 2014 für das Ostasiengeschäft die Loba Trading (Shanghai) Company Limited.
2015 wurde das nach Plänen des Architekturbüros Patzner (Stuttgart) entworfene neue Empfangs-, Schulungs- und Lagergebäude an der Leonberger Straße eingeweiht.
2018 übernahm der Klebstoffhersteller Wakol GmbH als Teil der Ardex-Gruppe die Mehrheitsbeteiligung an dem Unternehmen.

## Holmenkol
Ende der 1990er Jahre war Loba mit dem Geschäftsbereich Holmenkol in Deutschland und Japan Marktführer auf dem Gebiet der Skiwachse. Im Skispringen nutzten weltweit 95 Prozent aller Sportler Loba-Produkte. 2002 wurde Holmenkol in die Holmenkol Sport-Technologies GmbH & Co. KG ausgegliedert, mit der Nanogate Technologies GmbH aus Saarbrücken verschmolzen und später in eine Aktiengesellschaft umgewandelt. Der Unternehmenssitz wurde 2007 vom Loba-Stammsitz Ditzingen in den Ortsteil Heimerdingen verlegt. Um 2007 wurden die Holmenkolprodukte von 40 Nationalmannschaften verwendet.
2012 meldete die Holmenkol AG Insolvenz an und wurde nach Umwandlung in eine GmbH durch die Sporto-med GmbH in Flörsheim-Dalsheim übernommen. 2014 wurde der Standort von Heimerdingen nach Ludwigsburg verlegt. Neben Skiwachs stellt Holmenkol auch Mittel zur Imprägnierung von Kleidung und Segeltuch her.

## Produkte
Zu den Produkten der Loba gehören heute Fußbodenöle und -wachse, wasserbasierte Versiegelungssysteme, Industriebeschichtungen sowie Pflege- und Reinigungsmittel, Werkzeuge und Zubehör.